# Friday Night at St. Andrews
Friday Night at St. Andrews è il terzo album in studio da solista del rapper statunitense Bizarre, pubblicato nel 2010.

## Tracce
1. Friday Night at St. Andrews (Intro) – 2:33
2. Here We Go (Off da Chain) – 4:06
3. Fat Father (skit) – 1:28
4. Some Days (featuring Lil Will) – 4:23
5. Pussy (featuring Fiona Simone & K.B.) – 5:38
6. Rap's Finest (featuring Kuniva, Seven the General & Royce da 5'9") – 4:41
7. School Teacher (featuring Riodata & Kid Jinx) – 3:31
8. Smoking Crack – 3:52
9. Down This Road (featuring Yelawolf) – 3:39
10. Believer (featuring Tech N9ne & Nate Walka) – 4:18
11. Whatcha Smokin' On (featuring King Gordy) – 4:39
12. Wild Like Us (featuring King Gordy) – 4:31
13. I Love the Babies – 4:06
14. The Fan (skit) – 1:00
15. Rock It Out (featuring King Gordy) – 3:36
16. Warning (featuring Bone Crusher & Anamul House) – 4:09
17. Emotions (featuring Monica Blaire) – 4:02
18. Can't Get Enough (featuring MJ Robinson) – 3:47
19. You Gotta Believe It (featuring Monica Blaire) – 4:16